# Albert Busek
Albert Busek (* 11. Oktober 1943 in München) ist ein deutscher Unternehmer, Sportfunktionär und einer der Wegbereiter des Bodybuildings in Deutschland. Er war in den 1960er Jahren einer der frühen Förderer von Arnold Schwarzenegger.

## Leben
Busek begann Ende der 1950er Jahre mit dem Muskelaufbautraining. Sein größter sportlicher Erfolg war der Gewinn der Münchner Stadtmeisterschaft im Kraftdreikampf. Busek hatte Ingenieurwesen studiert und nebenbei für die Bodybuildingzeitschriften von Rolf Putziger geschrieben und fotografiert. Schließlich arbeitete er hauptberuflich als Redakteur und später als Chefredakteur für Putzigers Publikationen. 1960 trat er erstmals als Sportfunktionär bei der Organisation von Meisterschaften in Erscheinung. Mitte der 1960er Jahre leitete er für Putziger zusätzlich dessen Bodybuildingstudio und den Versandhandel. Er war des Weiteren Mitbegründer des von Putziger verlegten Fachmagazins Sportrevue, das sich bald zur führenden deutschsprachigen Bodybuildingzeitschrift entwickeln sollte.
1966 holte Putziger den noch unbekannten Arnold Schwarzenegger als Trainer in sein Studio nach München. Busek stand Schwarzenegger bei der Eingewöhnung zur Seite. Als Putziger die zuvor vereinbarte Teilnahme Schwarzeneggers am Mister-Universe-Wettkampf in London hintertrieb, stellte sich Busek gegen seinen Arbeitgeber und erreichte, dass Schwarzenegger doch noch an seinem ersten internationalen Wettkampf teilnehmen konnte. 1968 holten Busek und Schwarzenegger den Mister-Europa-Wettbewerb nach München. Es entstand eine Freundschaft, die Jahrzehnte überdauern sollte. Busek gilt als einer der engsten Vertrauten Schwarzeneggers. So war er einer der Trauzeugen bei dessen Heirat mit Maria Shriver.
Als langjähriger Präsident des Deutschen Bodybuilding- und Fitnessverbandes (DBFV), der führenden deutschen Bodybuildingorganisation, sowie Herausgeber sowie Chefredakteur mehrerer einschlägiger Bodybuildingzeitschriften stieg Busek zum einflussreichsten Funktionär der deutschen Kraftsportszene auf. Kritiker werfen ihm allerdings vor, Verbandsinteressen allzu nachhaltig zu vertreten. Zudem wird Busek unterstellt, professionelles Bodybuilding unter Zuhilfenahme verbotener Dopingsubstanzen wie Anabolika zu fördern oder mindestens zu tolerieren, obwohl er sich öffentlich entschieden dagegen ausspricht. Der Profibodybuilder Andreas Münzer starb 1996 an massivem Dopingmissbrauch, während er in einer Sporteinrichtung von Busek arbeitete.
Sein 1983 in Anwesenheit von Schwarzenegger eröffnetes Studio in der Rosenheimer Straße in München verkaufte Busek 2004. 1994 erhielt Busek das Silberne Ehrenzeichen für Verdienste um die Republik Österreich.
Im Juni 2017 verabschiedete sich Busek mit der aktuellen Ausgabe der Flex als Chefredakteur in den Ruhestand.